# Quique Álvarez
Enrique Álvarez Sanjuán, meglio noto come Quique Álvarez (Vigo, 20 luglio 1975), è un allenatore di calcio ed ex calciatore spagnolo, di ruolo difensore, tecnico del Girona B.

## Biografia
È il figlio dell'ex calciatore e allenatore Quique Costas e il fratello di Óscar Álvarez, anch'egli calciatore.

## Palmarès

### Giocatore

#### Competizioni internazionali
- Coppa Intertoto UEFA: 2

Villarreal: 2003, 2004